# Konflikt Boleslava Chrabrého a Svaté říše římské
Konflikt mezi Polským knížectvím a Svatou říší římskou mezi roky 1002 až 1018.

## Průběh
V roce 1003 obsadily Moravu vojenské posádky Boleslava Chrabrého a Boleslav dosadil český trůn knížete Vladivoje, který si nechal v listopadu téhož roku udělit Čechy jako léno Svaté říše římské. O několik týdnů později se v lednu 1003 upil k smrti. Nakrátko se stal knížetem proříšský Jaromír, ale po rychlém vojenském zásahu Boleslava byl svržen a Boleslav Chrabrý dosadil Přemyslovce Boleslava III. Ryšavého. Ten na Popeleční středu na počátku února 1003 nechal povraždit významné Vršovce. Boleslav Chrabrý jej pozval na neznámý hrad v Polsku, dal oslepit a uvěznit. Sám pak usedl na český trůn. Nový římský císař Jindřich II. uznal Boleslava Chrabrého českým knížetem pod podmínkou, že od něj přijme Čechy v léno. To Boleslav Chrabrý odmítl a podnikl neúspěšnou vojenskou výpravu na Míšeň. Na počátku září 1004 obsadil Prahu Jindřich II. a na trůn byl znovu dosazen Jaromír. Polská vojska obsadila Budyšínsko. Říšské výpravy v odvetě však vyplenily Poznaň a Boleslav byl donucen uzavřít mír, ve kterém vzdal Milska a Lužice. V dalších bojích však v roce 1007 Milsko i Lužici získal zpět a neúspěšně se pokusil obsadit Magdeburk. Roku 1014 se snažil uzavřít spojenectví s Čechami, byl však odmítnut. Roku 1015 císař Jindřich porazil polské síly a překročil Odru. Stejného roku Moravané úspěšně napadli Rakousy, český kníže Oldřich dobyl hradiště Businc nad pozdějším Zhořelcem a říšské vojsko bylo při útoku v Polsku poraženo. V odvetné výpravě byla německá vojska opět poražena a byl zabit markrabě Východní marky, který se pokoušel zpět získat Míšeň. Roku 1017 porazila moravská vojska Bavory, Jindřich II. podnikl neúspěšný vpád do Polska, Boleslavův syn Měšek zaútočil na Rakousy a Čechy, ale byl odražen. Boleslav Chrabrý porazil Jindřichova vojska u Hlohova a Němčí, ale marně se snažil dobýt Bílou Horu (dnešní Belgern). Poté podnikl další nájezd na Čechy.
Na začátku roku 1018 uzavřel budyšínský mír, ve kterém císař ustanovil Boleslava Chrabrého panovníkem Moravy, Milska a Lužice a potvrdil nezávislost Polska na říši římské a Boleslav Chrabrý si vzal za ženu Odu, dceru míšeňského markraběte Ekkeharda. Tím si uvolnil ruce na západě, takže mohl zaútočit na Kyjevskou Rus a dosadit jí knížete Svatopluka, svého zetě. Po smrti Boleslava Chrabrého byly polské posádky donuceny opustit Moravu. Dle Havlíka je na základě zpráv z Kosmovy kroniky pravděpodobné, že Poláci se znelíbili předákům Moravanů, kteří hledali v Břetislavovi nového pána, nechtěli se však spojit s českým knížectvím. Poláci tedy opustili Moravu a jejím knížetem se stal Břetislav I., který ji pak v roce 1055 trvale začlenil do českého státu.